# Damernas scullerfyra i rodd vid olympiska sommarspelen 1984
Damernas scullerfyra i rodd vid olympiska sommarspelen 1984 avgjordes mellan den 30 och 4 augusti 1984.

## Medaljörer
| Gren        | Guld                                                                            | Silver                                                         | Brons                                                                                 |
| Scullerfyra | Rumänien Titie Taran Anisoara Sorohan Ioana Badea Sofia Corban Ecaterina Oancia | USA Anne Marden Lisa Rohde Joan Lind Ginny Gilder Kelly Rickon | Danmark Hanne Eriksen Birgitte Hanel Charlotte Koefoed Bodil Rasmussen Jette Sørensen |

## Resultat

### Final
| Placering | Roddare                                                                                     | Land         | Tid     |
| --------- | ------------------------------------------------------------------------------------------- | ------------ | ------- |
| 1         | Titie Taran, Anisoara Sorohan, Ioana Badea, Sofia Corban och Ecaterina Oancia               | Rumänien     | 3:14,11 |
| 2         | Anne Marden, Lisa Rohde, Joan Lind, Ginny Gilder och Kelly Rickon                           | USA          | 3:15,57 |
| 3         | Hanne Eriksen, Birgitte Hanel, Charlotte Koefoed, Bodil Rasmussen och Jette Sørensen        | Danmark      | 3:16,02 |
| 4         | Anne Dickmann, Regina Kleine-Kuhlmann, Ute Kumitz, Sabine Reuter och Kathrien Plückhahn     | Västtyskland | 3:16,81 |
| 5         | Évelyne Imbert, Lydie Dubedat-Briero, Christine Gossé, Hélène Ledoux och Patricia Couturier | Frankrike    | 3:17,87 |
| 6         | Raffaella Memo, Alessandra Borio, Donata Minorati, Antonella Corazza och Roberta Del Core   | Italien      | 3:21,48 |